# Plage de Sakouli
La plage de Sakouli (ou « Sakuli ») est une plage qui est située au sud-est de Mayotte dans la commune de Bandrélé (district d'Hamouro), face à l'îlot Bandrélé. 

## Description
Elle  figure parmi les plus belles plages de Mayotte, et une des plus proches de la capitale, Mamoudzou. Elle est composée de sable brun sombre et bordée de baobabs et d'une végétation luxuriante. On y croise également des makis et de grosses roussettes. 
La plage dispose d'un restaurant et d'un centre nautique, qui loue notamment des kayaks, permettant de se rendre à l'îlot Bandrélé.

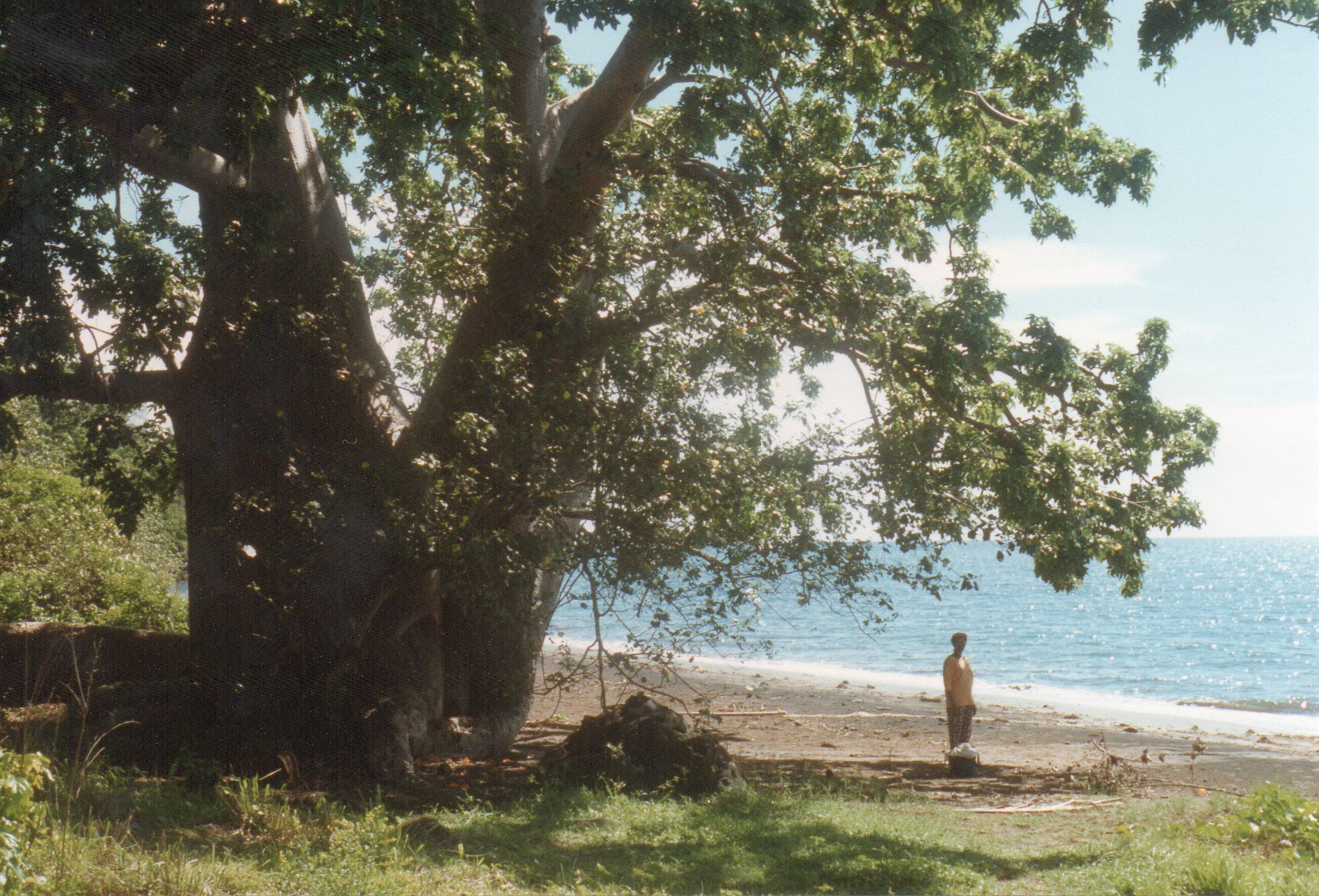
un des baobabs de la plage
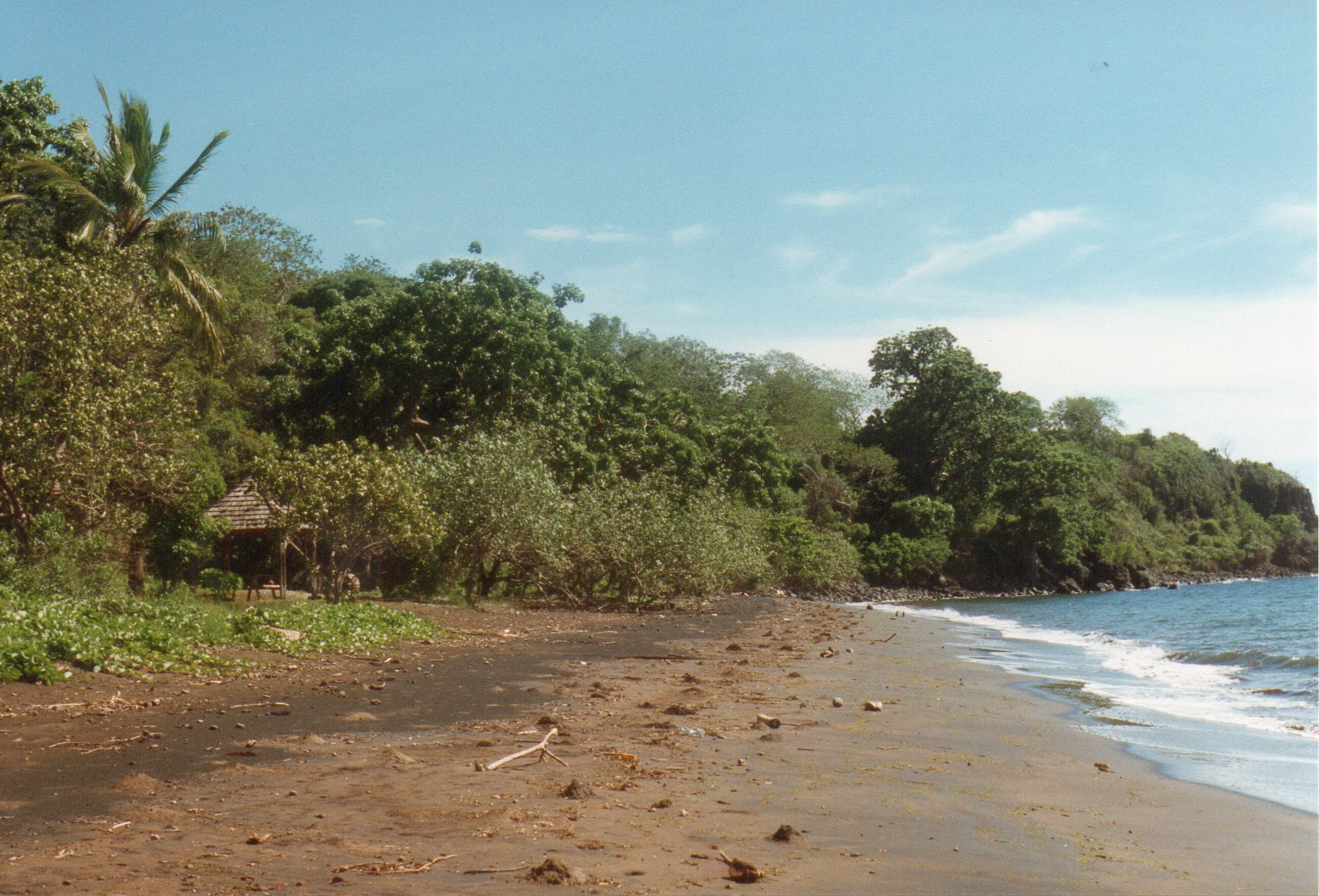
La plage de Sakouli
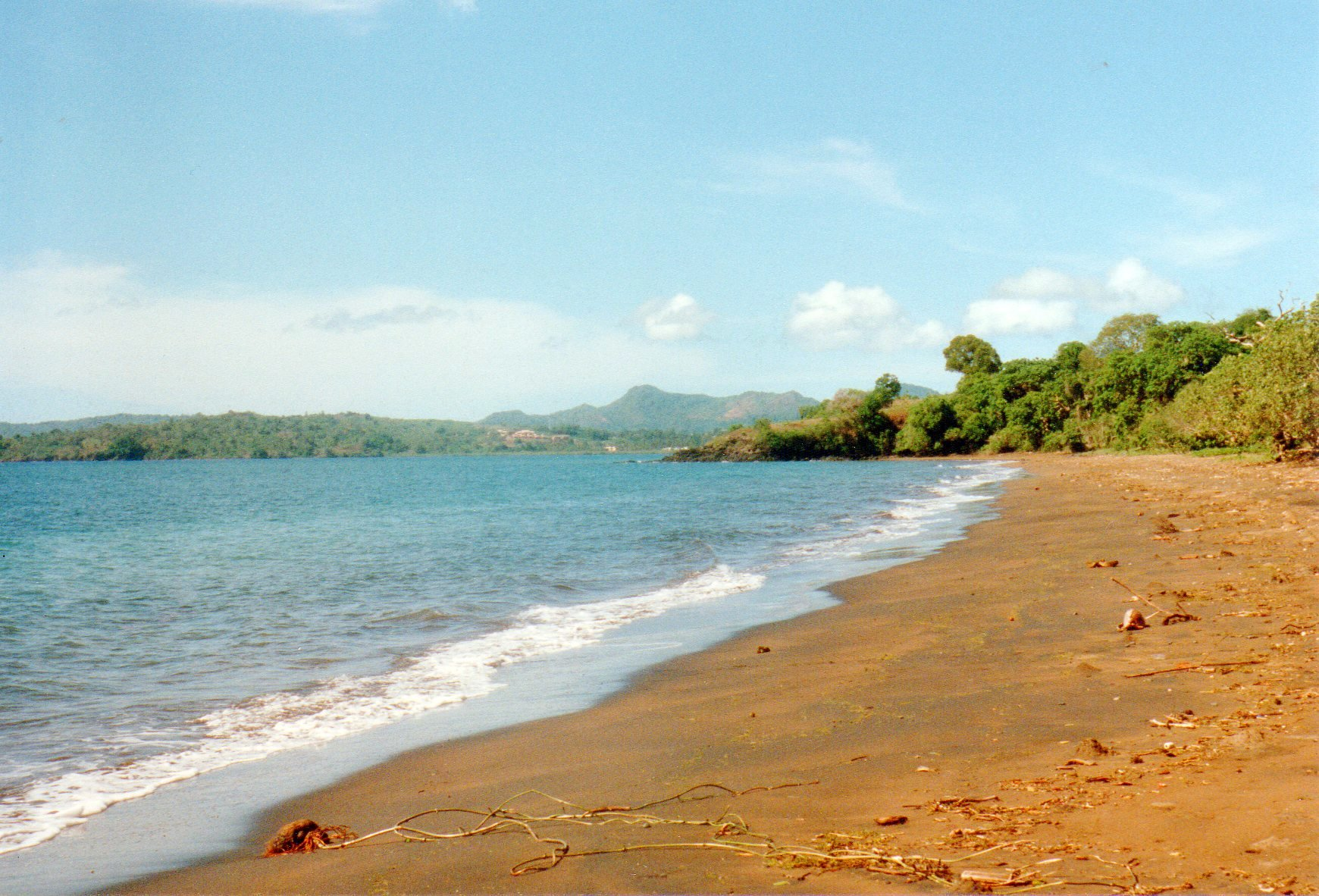
La plage en 1997, encore sauvage.
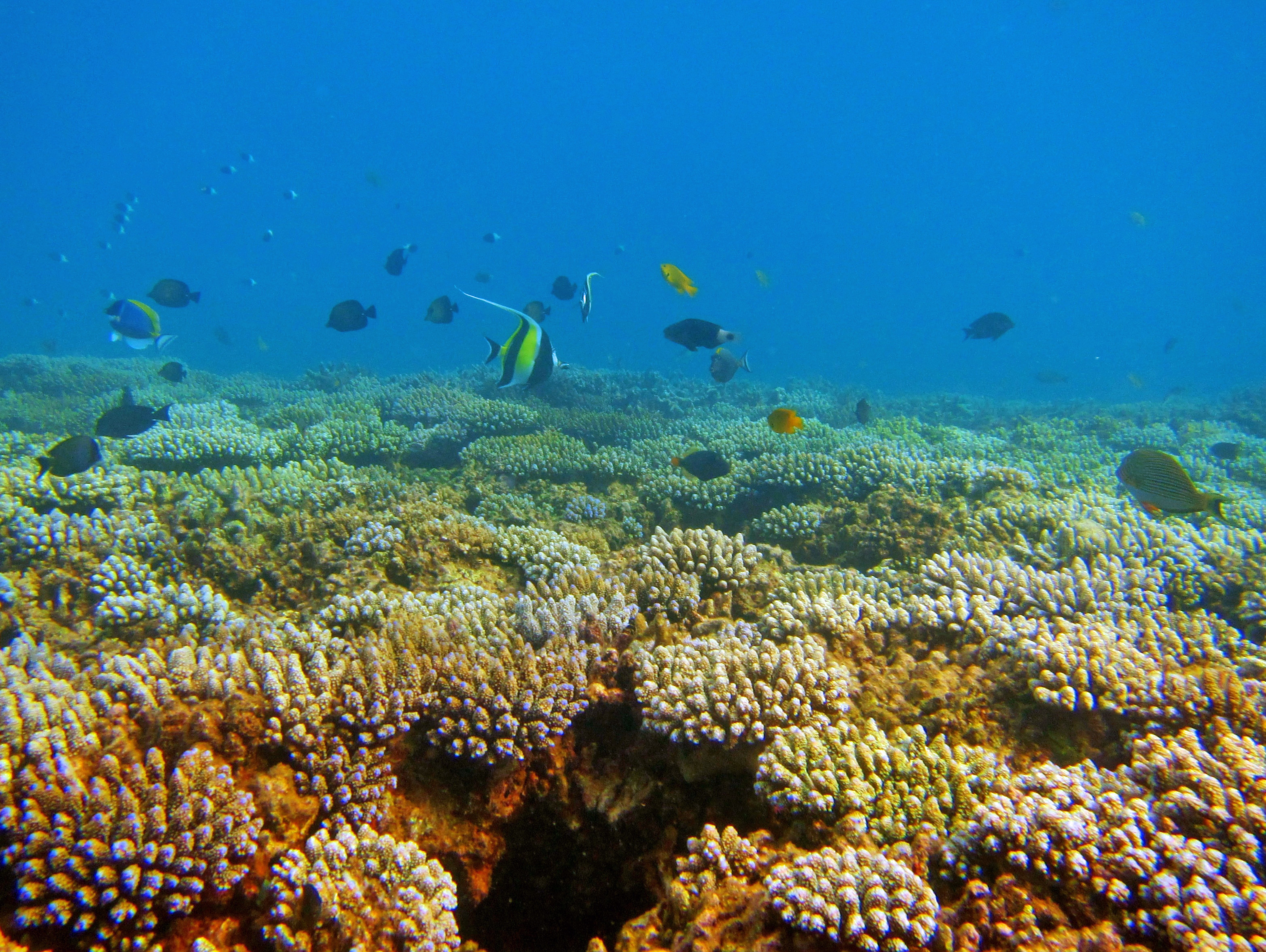
Le récif de corail frangeant (avant le tombant).